# Узбеки в Казахстане

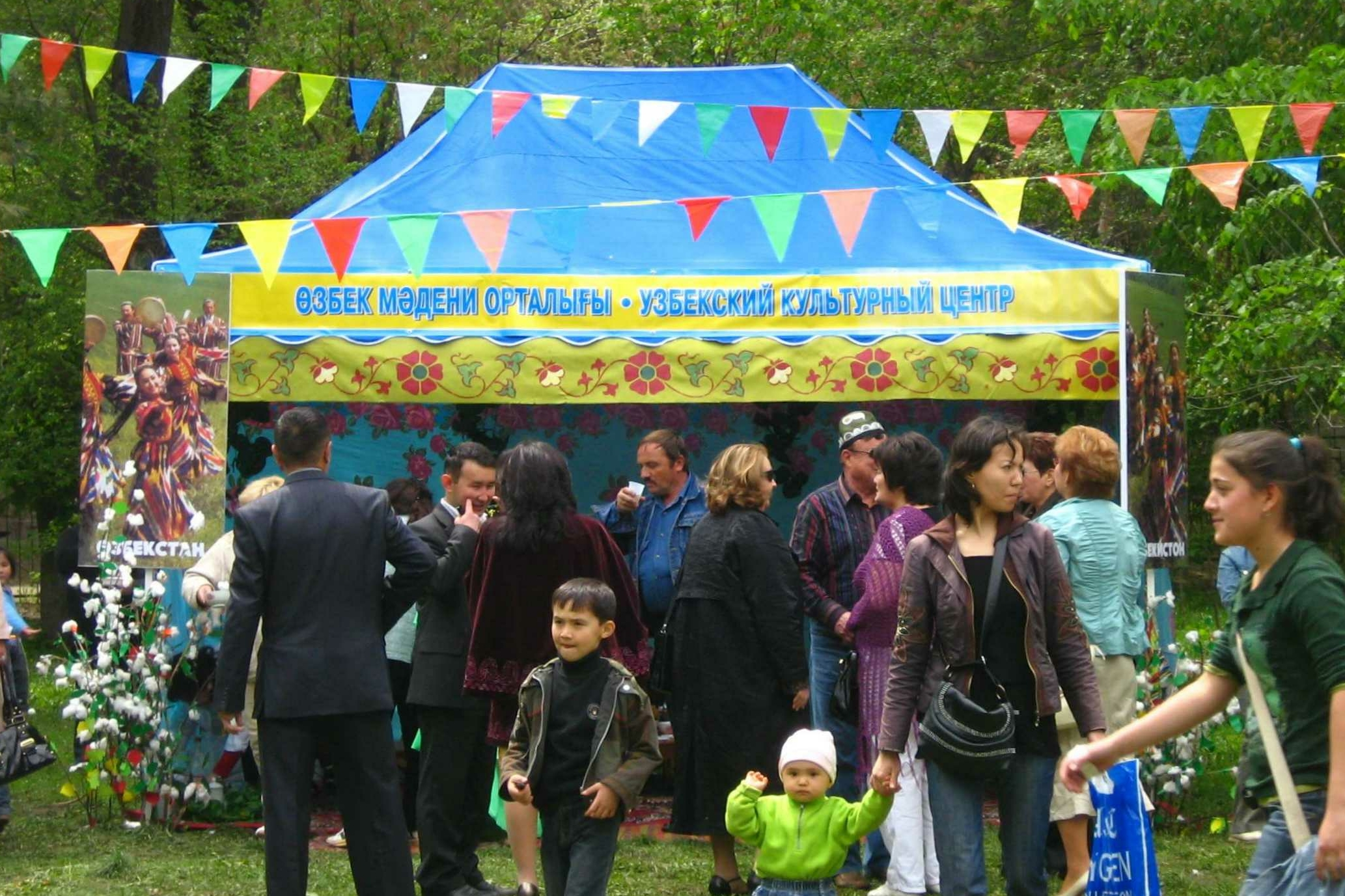
Выставка узбекского культурного центра в Алма-Ате (2008)

Узбеки в Казахстане (узб. Qozogʻistonlik oʻzbeklar, каз. Қазақстандағы өзбектер) — третий по численности народ в этом государстве. Узбеки являются третьим по численности народом в Казахстане и проживали на этой территории ещё до появления Кокандского ханства. Узбеки, как и преобладающие в стране казахи, тюркоязычны и исповедуют ислам. По переписи 2009 года узбеки составляли 2,8 % населения Казахстана (457 000 человек). На начало 2022 года в Казахстане, согласно официальной оценке, проживало 637 880 этнических узбеков или 3,34 % населения Казахстана.
Традиционное занятие узбеков — сельское хозяйство, а также малый и средний бизнес. Многие узбеки в Казахстане говорят на узбекском языке, который использует и кириллицу и латиницу. В среде казахстанских узбеков широко распространено узбекско-русско-казахское трёхъязычие.

## Расселение
По данным на 1 января 2021 года, численность этнических узбеков в Казахстане составляла 620 324 человека. Темпы прироста численности узбеков вновь ускорились в последнее десятилетие (с 1,2 % в год в 1990-х до 2,3 % в год в 2000-х годах). Возрастная структура узбеков даже более молодая чем у казахов. Темпы их естественного прироста также несколько выше; миграционный прирост слабо положителен. После 2000 года, в связи с распространением трудовой миграции, диаспоры, состоящие из этнических узбеков из Узбекистана, появились в других городах и регионах Казахстана — в Астане и Алма-Ате, а также в Алматинской, Карагандинской, Мангистауской, Кызылординской областях. По языку, культуре и традициям, мигранты последней волны отличаются от автохтонного узбекского населения Южно-Казахстанской области.
Традиционный район компактного проживания казахстанских узбеков — Южно-Казахстанская область, где их доля в населении в 2016 году составляла 16,87 % (479 958 чел). Многочисленные группы узбеков проживают в Сайрамском (194 320 человек — 60,8 % от всего населения) и Сарыагашском (11 040 человек — 3,57 %) районах Южно-Казахстанской области, городе Шымкент (92 338 человек — 13,53 %), городе Туркестан (87740 человек — 35,27 %).
Несмотря на рост доли узбеков по Казахстану в целом, их доля в большинстве районов Туркестанской (Южно-Казахстанской) области в последние десятилетия подвержена постепенному снижению. Определённую роль в этом процессе играют активное расселение оралманов в данных регионах. Так в Сайрамском районе доля узбеков между 1999 и 2014 годами сократилась с 62 % до 60,8 % от всего населения, в Сарыагашском — с 4,2 % до 3,8 %, в городе Туркестане — с 43,7 % до 35,3 %. Исключением стал г. Шымкент, в котором доля узбеков выросла с 12,1 % до 13,5 %, что отражает тенденцию к повышению урбанизации среди азиатских этносов Казахстана.
В некоторых СМИ высказывается мнение о том, что в таких крупных сёлах Туркестанской (Южно-Казахстанской) области как Сайрам, Карабулак, Карамурт, Манкент, Икан, имеющих население до нескольких десятков тысяч человек, этнические узбеки составляют от 60 % до 95 % населения.
| Регион                         | численность узбеков | доля узбеков в населении региона % | доля региона в общей численности узбеков Казахстана % |
| ------------------------------ | ------------------- | ---------------------------------- | ----------------------------------------------------- |
| Акмолинская область            | 1329                | 0,18                               | 0,24                                                  |
| Актобинская область            | 1300                | 0,16                               | 0,24                                                  |
| Алматинская область            | 4665                | 0,24                               | 0,85                                                  |
| Атырауская область             | 1459                | 0,25                               | 0,27                                                  |
| Западно-Казахстанская область  | 587                 | 0,09                               | 0,11                                                  |
| Жамбылская область             | 27487               | 2,47                               | 5,01                                                  |
| Карагандинская область         | 4256                | 0,31                               | 0,78                                                  |
| Костанайская область           | 1245                | 0,14                               | 0,23                                                  |
| Кызылординская область         | 1498                | 0,21                               | 0,27                                                  |
| Мангистауская область          | 2148                | 0,35                               | 0,39                                                  |
| Южно-Казахстанская область     | 479958              | 16,87                              | 87,44                                                 |
| Павлодарская область           | 1318                | 0,17                               | 0,24                                                  |
| Северо-Казахстанская область   | 527                 | 0,09                               | 0,10                                                  |
| Восточно-Казахстанская область | 1411                | 0,10                               | 0,26                                                  |
| город Астана                   | 9150                | 1,05                               | 1,67                                                  |
| город Алма-Ата                 | 10503               | 0,62                               | 1,90                                                  |

| Регион                     | Численность узбеков | Доля узбеков в населении региона % |
| -------------------------- | ------------------- | ---------------------------------- |
| г.Шымкент                  | 92338               | 13,53                              |
| г.а. Арыс                  | 276                 | 0,40                               |
| г.а. Кентау                | 23954               | 26,42                              |
| г.а. Туркестан             | 87740               | 35,27                              |
| Байдибекский район         | 40                  | 0,07                               |
| Казыгуртский район         | 5970                | 5,54                               |
| Мактааральский район       | 10997               | 3,67                               |
| Ордабасинский район        | 268                 | 0,23                               |
| Отырарский район           | 0                   | 0,00                               |
| Сайрамский район           | 194320              | 60,81                              |
| Сарыагашский район         | 11040               | 3,57                               |
| Сузакский район            | 4369                | 7,49                               |
| Толебийский район          | 19803               | 14,85                              |
| Тюлькубасский район        | 5188                | 4,80                               |
| Шардаринский район         | 156                 | 0,20                               |
| Южно-Казахстанская область | 456459              | 16,70                              |

| Регион             | Численность узбеков | Доля узбеков в населении региона, % |
| ------------------ | ------------------- | ----------------------------------- |
| г. Тараз           | 21745               | 6,19                                |
| Байзакский район   | 533                 | 0,56                                |
| Жамбылский район   | 753                 | 0,96                                |
| Жуалынский район   | 174                 | 0,34                                |
| Кордайский район   | 292                 | 0,22                                |
| Меркенский район   | 1785                | 2,17                                |
| Мойынкумский район | 73                  | 0,22                                |
| Сарысуский район   | 76                  | 0,18                                |
| Таласский район    | 62                  | 0,12                                |
| Рыскуловский район | 359                 | 0,55                                |
| Шуский район       | 692                 | 0,71                                |
| Жамбылская область | 26544               | 2,45                                |

### Динамика численности
- 1999 г.: 370 663 чел. (2,5 % населения)
- 2005 г.: 419 тыс. чел. (2,8 % населения)[9]
- 2006 г.: 436 670 чел. (2,87 % населения)
- 2007 г.: 445 304 чел. (2,86 % населения)[10]
- 2008 г.: 449 280 чел. (2,88 % населения)
- 2009 г.: 457 200 чел. (2,90 % населения)
- 2010 г.: 472 144 чел. (2,91 % населения)
- 2011 г.: 484 463 чел. (2,95 % населения)
- 2012 г.: 493 789 чел. (2,96 % населения)
- 2013 г.: 511 тыс. чел. (3 % населения)[11]
- 2014 г.: 521 252 чел. (3,04 % населения)[7]
- 2015 г.: 534 968 чел. (3,07 %населения)
- 2016 г.: 548 тыс. чел. (3,11 % населения)[12]
- 2017 г.: 563 103 чел. (3,12 % населения)[13]
- 2018 г.: 576 817 чел. (3,15 % населения)
- 2019 г.: 590 993 чел. (3,21 % населения)
- 2020 г.: 605 137 чел. (3,25 % населения)[14]
- 2021 г.: 620 324 чел. (3,29 % населения)[4].
- 2022 г.: 637 880 чел. (3,34 % населения)[2]
- 2023 г.: 643 363 чел. (3,25 % населения)[15]
- 2024 г.: 660 554 чел. (3,29 % населения)[16]
- 2025 г.: 678 487 чел. (3,3 % населения) [17]

## История

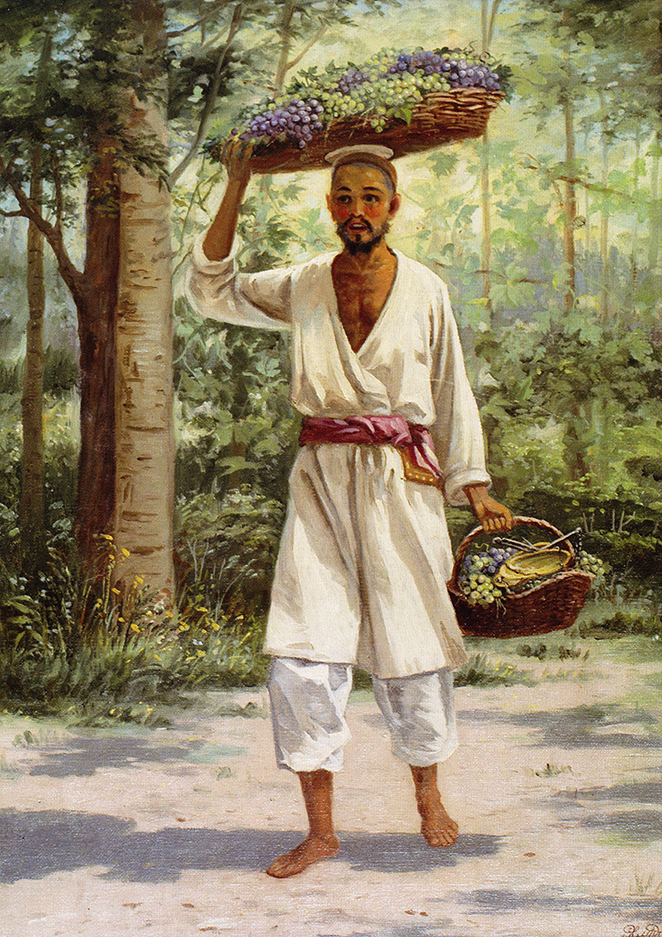
Николай Хлудов. «Узбек, продавец винограда».
Российская империя, Туркестанское генерал-губернаторство, Семиреченская область, 1916 г.
Центральный Государственный музей Республики Казахстан.

Кокандское ханство в 20-30-х годы XIX века насильственно присоединило часть земель Южного Казахстана. Источники свидетельствует о том, что колонизация юга Казахстана кокандцами привела к массовому появлению новых поселении узбеков-переселенцев. Рядом с кокандскими военными крепостями возникают их поселения, которые в дальнейшем разрастаются в крупные кишлаки с узбекскими названиями. Таким образом, колонизация юга кокандцами вызвала изменения не только в этническом составе населения, но и в топономике края: возникали селения с типично узбекскими названиями. В 1864—1885 годы завоевание и присоединение Средней Азии к Российской империи способствовало значительному росту узбекского населения южных районов Казахстана. Уже тогда узбекское население, по данным архивных источниках, размещалось в основном на территории южных областей: Сырдарьинской и Семиреченской. Если прежде узбеки селились большей частью в военных крепостях, то после установления мирной жизни необходимость в защите крепостных стен отпадает. Жители постепенно начинают селиться вне стен крепостей, продолжают освоение новых земель. Все это привело к появлению и разрастанию новых поселений. Это было характерно для многих городов и кишлаков юга Казахстана— Аулие-аты, Чулак-курган, Мерке, Ак-мечеть и других.

## Культура
Имеется узбекский театр, издаётся газета на узбекском языке. Ведётся вещание по ТВ и радио на узбекском языке. Финансирование театра, газеты и вещания осуществляется за счёт узбекского народа с обязательными выплатами.

## Язык
Говорят на узбекском языке. В южных регионах говорят на иканско-карабулакском диалекте узбекского языка. Также используется узбекский язык на основе кириллицы.

## СМИ
В Туркестанской области на узбекском языке выходит с 1991 года областная газета «Жанубий Қозоғистон».

## Образование
В Казахстане в местах компактного проживания узбекского населения насчитывается 82 школы с преподаванием на узбекском языке, где обучается 85 000 школьников. Из них 12 являлись исключительно узбекоязычными (2018/2019). В 2009/2010 учебном годах число школьников узбекской национальности в Казахстане достигло 101,4 тыс. чел., хотя некоторые из них (26 %) получают образование на других языках (русском и казахском). Узбекские дети составляют 4,0 % от общего числа детей, получающих образование в дневных общеобразовательных государственных школах республики (для сравнения казахов — 71,8 %, русских — 14,4 %).

## Известные узбеки Казахстана
В последующие годы растет число узбеков, в первую очередь в Южно-Казахстанской области. Они работают в промышленности, науке, культуре и т. д.
- Уйгун (1905-1990) - поэт и общественный деятель, переводчик, драматург.
- Рахманкулов Ходжи-Акбар Рахманкулович (1925—2013) — доктор юридических наук, профессор, в 2000 году был избран академиком Академии наук Республики Узбекистан. Госсоветник 1990—1995. Основатель юридического факультета Самаркандского государственного института.
- Исаков Махаматрасул — (1927—2008) Политический деятель. В 1964—1985 гг. был первым секретарем Сарыагачского, затем Туркестанского районных комитетов КП Казахстана. Исаков М. работал председателем Узбекского культурного центра.
- Саттархан Абдулгафаров — (1843—1902), просветитель, историк, переводчик, судья из города Шымкент.
- Мирджалилов Саиднасыр — просветитель и предприниматель начала XX века.
- Зиямат Хусанов — Герой Советского Союза.
- Таштемир Рустемов — Герой Советского Союза.
- Ботабай Садыков[22] — Герой Советского Союза.
- Адыл Якубов — народный писатель Узбекистана.
- Акбар Атаходжаев[23] — учёный-физик, академик АН Республики Узбекистан, депутат Верховного Совета СССР
- Ялкин Туракулов[24] — учёный-биохимик, академик АН Республики Узбекистан, лауреат Ленинской премии 1964 года
- Бахтияр Исмаилов — доктор технических наук, профессор, академик Международной академии информатизации. Исмаиловым Б. Р. опубликовано около 200 статей и тезисов, в том числе в зарубежных журналах с импакт-фактором, 6 статей, 4 монографий, 10 учебных пособий, получены 10 патентов на изобретение, под его руководством защищены 7 магистерских, 1 кандидатская и 1 докторская диссертация. .
- Атхамбек Юлдашев[25] — певец, заслуженный деятель РК[26].
- Алишер Каримов[27] — известный казахстанский певец[28].
- Фархадбек Ирисметов — казахстанский футболист.
- Гафуржан Суюмбаев — казахстанский футболист, защитник клуба «Ордабасы», игрок сборной Казахстана.[29][30]
- Бобиржан Моминов — казахстанский боксёр профессионал. 2007—2009 г. — Чемпион РК по боксу г. Нур-Султан. 2011 год — Обладатель Кубка РК по боксу г. Нур-Султан. 2013 — Чемпион Международного турнира по боксу г. София, Болгария. 2017 год — Чемпион мира среди военнослужащих.
- Улугбек Асанбаев — казахстанский футболист, полузащитник.
- Розакул Халмурадов — экс-депутат Мажилиса Парламента РК.
- Фируза Шарипова — казахстанская спортсменка, боксёр. Чемпионка мира во 2-й полулёгкой (IBO, 2017—2019), лёгкой (IBA, 2017—2021; WBU, 2017—н. в.) и 1-й полусредней (IBA, 2020—н. в.) весовых категориях. По состоянию на декабрь 2021 года занимает второе место в мире по версии WBA.
- Икрамжан Хашимжанов — председатель ОЮЛ Ассоциация общественных объединений узбеков Казахстана «Дустлик». Член Ассамблеи народов Казахстана.
- Алишер Сотволдиев — Депутат Сената Республики Казахстан, Член комитета по международным отношениям, обороне и безопасности. Награждён юбилейной медалью «Қазақстан Тәуелсіздігіне 30 жыл». Член Ассамблеи народов Казахстана.
- Бадритдин Нишанкулов — президент корпорации «NIK». Заместитель председателя ОЮЛ Ассоциации общественных объединений узбеков Казахстана «Дустлик». Член Ассамблеи народов Казахстана.
- Насрулла Шаназаров — Заместитель директора по науке и стратегии развития БМЦ Управления делами Президента Республики Казахстан. Доктор медицинских наук, профессор, врач-онколог высшей категории.
- Абдулла Исматуллаев — Генеральный директор компании «CordialGroup». Руководитель узбекского этнокультурного центра г. Алматы. Член Ассамблеи народов Казахстана.
- Муминов Бахром Тохтасынович — Член Ассамблеи народов Казахстана, Председатель Узбекского этно-культурного объединения Жамбылской области. Президент Федерации «Кураш» РК.
- Шерзод Пулатов — Заместитель председателя АНК (2019-2020г), Руководитель узбекского этнокультурного центра по г. Астана. Ph.D. по исламскому праву и юриспруденции, Руководитель молодёжного крыла и религиозных вопросов Ассоциации этнокультурных объединений узбеков РК «Дустлик». Член Ассамблеи народов Казахстана. Награждён Благодарственным письмом Президента Республики Казахстан за активное участие в агитационной работе в рамках прошедших выборов Президента РК в 2019 г. Награждён юбилейной медалью «Қазақстан Тәуелсіздігіне 30 жыл», нагрудным знаком Ассамблеи народа Казахстана «Жомарт жан».
- Гафур Касымов — Член Ассамблеи народов Казахстана.
- Гулам Умаров — Директор ГКП на ПХВ «Жамбылский областной центр крови». Член Ассамблеи народов Казахстана.
- Абдуазим Рустамбаев — президент АО «Евроазиатская энергетическая корпорация»[31].
- Абдукаххар Пайзахметов — Предприниматель, депутат городского маслихата г. Шымкент.
- Гуламжан Джуманов— независимый эксперт в области здравоохранения, Руководитель отдела ИНиРО по г. Астана. Член партии «Amanat». Награждён Благодарственным письмом Президента Республики Казахстан за активное участие в агитационной работе в рамках прошедших выборов Президента РК в 2019 г. Награждён благодарственным письмом «Алғыс хат» Министра здравоохранения Республики Казахстан за вклад в развитие здравоохранения (2021). Награждён медалью «Еңбек сіңірген қызметкер» (2022г).
- Хайрулла Исмаилов — кандидат технических наук, доцент. Является стипендиатом Международной программы «Болашак».
- Закиржан Моминжанов — первый директор Южно-Казахстанского областного узбекского драматического театра. Театровед, поэт, член Союза писателей Казахстана.
- Нодирхан Кадирханов — известный казахстанский волейболист[32][33].
- Бахтиёр Зайнутдинов — Полузащитник сборной Казахстана по футболу[34].

## Казахстанско-узбекистанские взаимоотношения
Дипломатические отношения между Республикой Казахстан и Республикой Узбекистан были установлены 23 ноября 1992 года. Основополагающими международно-правовыми документами двусторонних отношений являются Договор о вечной дружбе между Республикой Казахстан и Республикой Узбекистан (31 октября 1998 г.). Бывший Президент Республики Казахстан Нурсултан Назарбаев отмечал, что в отношениях с Узбекистаном «есть дестабилизирующий потенциал и порох». Так в апреле 2008 года на следующий день после завершения визита президента Узбекистана Ислама Каримова в Казахстан Министерство юстиции РУ «выявило грубые нарушения» в работе Казахского культурного центра в этой стране, что явилось основанием для приостановления его деятельности. В частности, начальник управления общественных объединений и религиозных организаций Министерства юстиции Жалола Абдусаттарова, перечисляет все ошибки и правонарушения национального культурного центра казахской диаспоры. К таковым, по мнению чиновника, относятся: смена юридического адреса без ведома регистрирующего органа; отсутствие регистрации арендного договора; непредоставление деклараций о проделанных работах и финансовых источниках; отсутствие сведений о количестве членов.
С 2017 года президент Узбекистана Шавкат Мирзиёев начал улучшать отношения с Казахстаном. 2018 год в Казахстане объявлен «годом Узбекистана в Казахстане». 27 ноября 2018 года президент Казахстана Нурсултан Назарбаев сказал: «Сегодня наши взаимоотношения находятся на хорошем уровне. Мы встречаемся с Шавкатом Мирзиёевым несколько раз в год и обсуждаем все насущные вопросы в сфере экономического и политического сотрудничества. Важную роль в реализации подписанных документов и достигнутых договоренностей играют парламенты двух государств». 15 апреля 2019 года президенты Казахстана Касым-Жомарт Токаев и Узбекистана Шавкат Мирзиёев открыли год Казахстана в Узбекистане, при этом К.-Ж.Токаев отметил: «Нас связывает единый язык, религия, общая история и одна судьба. Наши народы — наследники древней и великой цивилизации Центральной Азии. Мы смогли сохранить традиции, ценности и культурно-духовное наследие предков, вместе пройдя через множество судьбоносных испытаний».
Благодаря активному политическому диалогу и скоординированной работе правительств, казахско-узбекские отношения развиваются неизменно по восходящей линии и демонстрируют беспрецедентную динамику по всем направлениям. Только что мы с уважаемым Шавкатом Миромоновичем Мирзиёевым подписали исторические соглашения, которые по моему глубокому убеждению, будут записаны золотыми буквами в летопись сотрудничества и братских взаимоотношений между нашими государствами. Договор о союзнических отношениях между Казахстаном и Узбекистаном олицетворяет собой взаимное стремление наших народов к дальнейшему сближению и отвечает их коренным интересам, — заявил Президент Республики Казахстан Касым-Жомарт Токаев.